# Kojak
Kojak – amerykański serial kryminalny, emitowany w USA w latach 1973–1978.

## Krótki opis
Tytułowym bohaterem serialu był porucznik Theo Kojak, pracujący w wydziale zabójstw policji w Nowym Jorku. Rolę główną grał Telly Savalas, podobnie jak jego bohater – Grek z pochodzenia. Porucznik Kojak doskonale znał nowojorski półświatek przestępczy i penetrując go potrafił rozwiązać powierzone mu sprawy. Pozorny cynizm oficera skrywał gołębie serce. Charakterystyczne cechy porucznika Kojaka to: łysa głowa, elegancki i staranny ubiór, widowiskowa umiejętność zapalania zapałki jedną ręką oraz kuliste lizaki, które jadł, próbując rzucić palenie. Lizaki takie w Polsce zwano „kojakami”.
W Polsce serial wyświetlany był przez TVP w latach 70., a następnie dość rzadko powtarzany. W 2018 r. był emitowany na kanale TVS.
W roku 1973 oraz w drugiej połowie lat 80. zrealizowano osiem pełnometrażowych filmów telewizyjnych, bazujących na serialu. W roku 1990 Theo Kojak został awansowany na inspektora.

## Podstawowa obsada
- Telly Savalas – porucznik/inspektor Theo Kojak (117 odcinków)[1]
- Dan Frazer – kapitan Frank McNeil (117)
- Kevin Dobson – detektyw Bobby Crocker (117)
- George Savalas – detektyw Stavros (114)
- Mark Russell – detektyw Saperstein (75)
- Vince Conti – detektyw Rizzo (67)

W mniejszych rolach i epizodach wystąpili: Héctor Elizondo, F. Murray Abraham, Harvey Keitel, Sally Kirkland, James Woods, Kathleen Quinlan, Paul Anka, Leslie Nielsen, Robert Loggia, Ruth Gordon, Eli Wallach, Sylvester Stallone, Edward James Olmos, Richard Gere, Irene Cara, Dominic Chianese, Danny Aiello, Brian Dennehy, William Hurt, Robert Picardo, Christopher Walken, Armand Assante, Tony Sirico, Shelley Winters, Michael Ansara, Paul Michael Glaser, Jerry Orbach, Liberace, Bruce Kirby, Andrew Robinson, Diane Baker, Louise Latham, Martin Balsam, Jackie Cooper, John Randolph, Stephen Elliott, Dabney Coleman, David Ogden Stiers, Michael V. Gazzo, Fionnula Flanagan, Shera Danese, Scatman Crothers, Jerry Orbach, Charles Napier, Morgan Fairchild, Vincent Gardenia, Joe Turkel.

## Lista odcinków

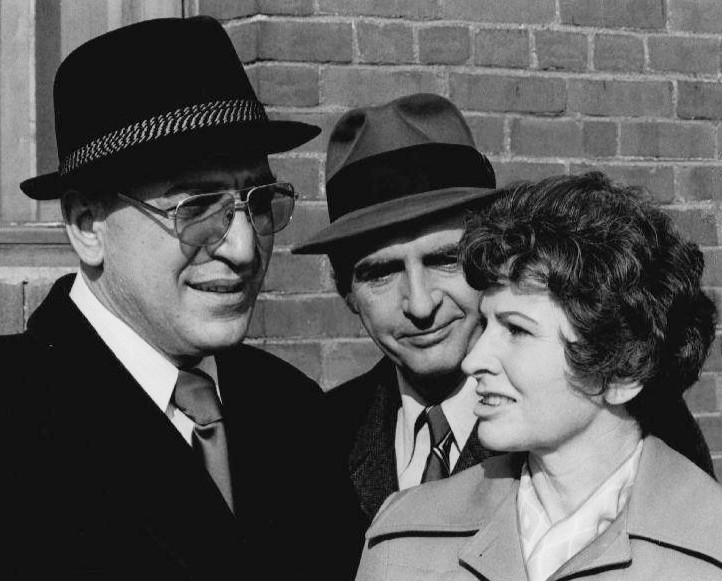
Scena z serialu (1975 r.)

- Pilot The Marcus-Nelson Murders (emisja 8 marca 1973)

Sezon 1. (emisja od 24 października 1973 do 8 maja 1974)
- 1. Siege of Terror – Oblężenie
- 2. Web of Death – Śmiertelna sieć
- 3. One for the Morgue – Zamach
- 4. Knockover – Napad
- 5. Girl in the River –  Dziewczyny z baru
- 6. Requiem for a Cop – Pogrzeb z honorami
- 7. The Corrupter – Łapówkarz
- 8. Dark Sunday – Czarna niedziela
- 9. Conspiracy of Fear – W pojedynkę
- 10. Cop in a Cage – Gliniarz w potrzasku
- 11. Marker to a Dead Bookie – Biała śmierć
- 12. Last Rites for a Dead Priest – Ostatnia posługa
- 13. Death is Not a Passing Grade – Egzamin
- 14. Die Before They Wake – Jeszcze zdążysz umrzeć
- 15. Deliver Us Some Evil – Rabunek
- 16. Eighteen Hours of Fear – Osiemnaście godzin strachu
- 17. Before the Devil Knows – Diabeł cię nie pozna
- 18. Dead on His Feet – Śmiertelna choroba
- 19. Down a Long and Lonely River – Zwolnienie warunkowe
- 20. Mojo – Morfina
- 21. Therapy in Dynamite – Terapia grupowa
- 22. The Only Way Out – Jedyne rozwiązanie

Sezon 2. (emisja od 15 września 1974 do 9 marca 1975)
- 23. The Chinatown Murders (1) – Zabójstwa w chińskiej dzielnicy – część 1
- 24. The Chinatown Murders (2) – Zabójstwa w chińskiej dzielnicy – część 2
- 25. Hush Now, or You'll Die – Siedź cicho, bo zginiesz
- 26. A Very Deadly Game – Śmiertelna gra
- 27. Wall Street Gunslinger – Rewolwerowiec z Wall Street
- 28. Slay Ride – Nikt się nie dowie
- 29. Nursemaid – Niania
- 30. You Can't Tell a Hurt Man How to Holler – Pozory mylą
- 31. The Best Judge Money Can Buy – Sędzia wart każdych pieniędzy
- 32. A Souvenir from Atlantic City – Pamiątka z Atlantic City
- 33. A Killing in the Second House – Horoskop
- 34. The Best War in Town – Najlepsza wojna w mieście
- 35. Cross Your Heart and Hope to Die – Słowo honoru
- 36. The Betrayal – Zdrada
- 37. Loser Takes All – Przegrany bierze wszystko
- 38. Close Cover Before Killing – Igranie z ogniem
- 39. Acts of Desperate Men – Ryzykowna gra
- 40. Queen of the Gypsies – Królowa Cyganów
- 41. Night of the Piraeus – Noc Pireusu
- 42. Elegy in an Asphalt Graveyard – Elegia na asfaltowym cmentarzu
- 43. The Good Luck Bomber – Bombowa zagadka
- 44. Unwanted Partners – Niechciani wspólnicy
- 45. Two-Four-Six for Two Hundred – Nieudana kradzież
- 46. The Trade-Off – Wymiana
- 47. I Want to Report a Dream – Proroczy sen

Sezon 3. (emisja od 14 września 1975 do 7 marca 1976)
- 48. A Question of Answers (1) – Bez skrupułów (1)
- 49. A Question of Answers (2) – Bez skrupułów (2)
- 50. My Brother, My Enemy – Mój brat, mój wróg
- 51. Sweeter Than Life – Rodzinny problem
- 52. Be Careful What You Pray For – Uważaj, o co się modlisz
- 53. Secret Snow, Deadly Snow – Biała śmierć
- 54. Life, Liberation, and the Pursuit of Death – Życie, wyzwolenie i pogoń za śmiercią
- 55. Out of the Frying Pan ... – Z deszczu pod rynnę
- 56. Over the Water – Po drugiej stronie rzeki
- 57. The Nicest Guys on the Block – Taki porządny facet
- 58. No Immunity for Murder – Nie ma ucieczki przed śmiercią
- 59. A Long Way from Times Square – Daleko od Times Square
- 60. Money Back Guarantee – Zwrot pieniędzy gwarantowany
- 61. A House of Prayer, a Den of Thieves – Dom modlitwy, jaskinia zbójców
- 62. How Cruel the Frost, How Bright the Stars – Wigilijny wieczór
- 63. The Forgotten Room – Zapomniane pomieszczenie
- 64. On the Edge – Na krawędzi
- 65. A Wind from Corsica – Wiatr z Korsyki
- 66. Bad Dude – Niezły gość
- 67. The Frame – Intryga
- 68. Deadly Innocence – Zabójcza niewinność
- 69. Justice Deferred – Odroczona sprawiedliwość
- 70. Both Sides of the Law – Po obu stronach prawa
- 71. A Grave Too Soon – Przedwczesna śmierć

Sezon 4. (emisja od 26 września 1976 do 22 marca 1977)
- 72. Birthday Party – Urodziny
- 73. A Summer Madness – Letnie szaleństwo
- 74. Law Dance – Taniec z Temidą
- 75. Out of the Shadows – Ponure żniwo
- 76. A Need to Know – Zły dotyk
- 77. An Unfair Trade – Punkt widzenia
- 78. A Half-Trigger Away – Fatalna pomyłka
- 79. By Silence Betrayed – Zmowa milczenia
- 80. A Shield for Murder (1) – Polityka zbrodni część 1
- 81. A Shield for Murder (2) – Polityka zbrodni część 2
- 82. The Pride and the Princess – Księżniczka w habicie
- 83. Black Thorn – Łowca nagród
- 84. Where Do You Go When You Have Nowhere To Go? – Ślepy zaułek
- 85. Dead Again – Morderstwo zza grobu
- 86. The Godson – Chrześniak
- 87. The Condemned – Skazani na klęskę
- 88. When You Hear the Beep, Drop Dead – Automatyczna sekretarka
- 89. I Was Happy Where I Was – Prawo ulicy
- 90. Kojak's Days (1) – Czas Kojaka, część 1
- 91. Kojak's Days (2) – Czas Kojaka, część 2
- 92. Monkey on a String – Małpa na sznurku
- 93. Kiss it All Goodbye – Pożegnaj się ze wszystkim
- 94. Lady in the Squad Room – Dama w oddziale
- 95. Sister Maria – Siostra Maria
- 96. Another Gypsy Queen – Kolejna królowa Cyganów

Sezon 5. (emisja od 2 października 1977 do 18 marca 1978)
- 97. The Queen of Hearts Is Wild – Dama Kier
- 98. A Strange Kind of Love – Dziwna miłość
- 99. Laid Off – Zwolniony ze służby
- 100. Cry for the Kids – Ratujmy dzieci
- 101. Once More from Birdland – Koncert po latach
- 102. Caper on a Quiet Street – Akcja na spokojnej ulicy
- 103. Letter of Death – Zapowiedź śmierci
- 104. Tears for All Who Loved Her – Femme fatale
- 105. The Summer of '69 (1) – Lato roku 69 cz.I
- 106. The Summer of '69 (2) – Lato roku 69 cz.II
- 107. Case Without a File – Dane przestępcy
- 108. I Could Kill My Wife's Lawyer – Zabiję prawnika mojej żony
- 109. Justice for All – Sprawiedliwość dla wszystkich
- 110. Mouse – Mała myszka
- 111. Chain of Custody – Błąd w procedurze
- 112. The Captain's Brother's Wife – Bratowa kapitana
- 113. No Licence to Kill – Mistrz, który chybił
- 114. The Halls of Terror – Szpital pełen grozy
- 115. May the Horse Be With You – Mój przyjaciel, koń
- 116. Photos Must Credit Joe Paxton – Autor zdjęć: Joe Paxton
- 117. 60 Miles to Hell – Sześćdziesiąt mil do piekła
- 118. In Full Command – Ja tu rządzę

Sezon 6. (emisja od 2 listopada 1989 do 16 marca 1990)
- 119. Ariana – Ariana
- 120. Fatal Flaw – Zabójcza słabość
- 121. Flowers for Matty – Kwiaty dla Matty'ego
- 122. It's Always Something – Przynajmniej tyle
- 123. None So Blind – Nikt nie jest ślepy

## Kojak w Budapeszcie
W 1980 r. zrealizowano węgierską komedię kryminalną Kojak Budapesten (polski tytuł: Kojak w Budapeszcie), w której okazuje się, że Kojak jest w rzeczywistości węgierskim emigrantem.

## Kojak (2005)
W roku 2005 serial wznowiono, oczywiście z inną obsadą. Kojaka gra Ving Rhames, a wśród innych wykonawców jest Chazz Palminteri. Zamianom uległa główna postać, Kojak to czarnoskóry Amerykanin, a jego dziadkiem był Polak i stąd jego nazwisko. Serial ten miał jednak krótki żywot, był emitowany w USA pomiędzy 25 marca 2005 a 12 maja 2005 i zrealizowano zaledwie 9 odcinków. Produkcja serialu została przerwana pomimo dość wysokiej oglądalności nowego serialu.
Tytuły odcinków Kojaka (2005):
- 1. Pilot
- 2. Wszystko co błyszczy
- 3. Wschód 60
- 4. Ojcowie i synowie
- 5. Płatny zabójca
- 6. Odcień niebieskiego
- 7. Dźwięki nocy
- 8. Koniec zakładów (1)
- 9. Koniec zakładów (2)